# FlowerChecker
Česká společnost FlowerChecker, také známá jako Kindwise byla v roce 2014 založená trojicí doktorandů Ondřejem Veselým, Ondřejem Vildem a Jiřím Řihákem. Využívá strojové učení k identifikaci přírodních objektů z obrázků, a to především rostlin a jejich nemocí, hmyzu nebo hub.

## Funkce a nástroje
V květnu 2018 společnost spustila plant.id – službu plně automatického určování rostlin pomocí strojového učení. Služba pro tuto klasifikační úlohu využívá neuronovou síť natrénovanou na fotkách rostlin určených specialisty. Služba je nabízena formou API a je zaměřená na firmy, jedná se tedy o B2B obchodní model. API je vhodné pro integraci do jiného softwaru, jako jsou mobilní aplikace a stromy ve městě pomocí metody dálkového průzkumu Země .
API pro identifikaci rostlinných chorob, plant.health, bylo uvedeno na trh v dubnu 2022.
Dalšími API produkty jsou insect.id pro identifikaci hmyzu, mushroom.id pro identifikaci hub a crop.health pro identifikaci chorob a škůdců hospodářsky významných rostlin.
V říjnu 2024 byla po deseti letech provozu ukončena aplikace FlowerChecker, která umožňovala využít znalosti expertů pro identifikaci rostlin, mechorostů nebo hub.

## Uznání
V roce 2019 získala Plant.id v soutěži AI Awards ocenění Nápad roku. V roce 2020 ukázala akademická studie porovnávající deset bezplatných aplikací pro automatizované rozpoznávání obrázků, že plant.id v mnoha studovaných parametrech vynikal. V nezávislé studii porovnávající různé modely rozpoznávání druhů na základě fotografií a jejich vhodnost pro rozpoznávání invazních cizích druhů dosáhl plant.id nejvyšší přesnosti ve srovnání s jinými nástroji. V následné studii dosáhl plant.id nejvyšší přesnosti při hodnocení druhů stromů městských lesů pomocí dálkového průzkumu Země.

## Výzkumné činnosti
FlowerChecker spolupracuje s Agenturou ochrany přírody a krajiny ČR na projektu mapování biodiverzity.
FlowerChecker plánuje přizpůsobit své služby k účasti na kontrole invazních druhů. V roce 2022 se společnost zapojila do konsorcia, které vyvíjí zařízení pro detekci a odstraňování plevele v agrosystémech.
V roce 2025 získal FlowerChecker grant TAČR na vývoj technologie k odstranění plevelů. 